# Edifici al raval de Santa Anna, 66
L'Edifici al raval de santa Anna, 66, és un habitatge del municipi de Reus (Baix Camp) inclòs a l'Inventari del Patrimoni Arquitectònic de Catalunya com a Bé Cultural d'Interès Local.

## Descripció
És un edifici entre mitgeres que té planta baixa, entresòl, tres pisos i terrat. Tota la casa mostra una composició simètrica a partir de les obertures de la planta baixa. Les portalades són d'arc deprimit convex i presenten unes motllures a la llinda que serveixen de separació amb l'entresòl, i porten dues orles i la inscripció de 1886, tot a la planta baixa. Hi ha mènsules sota les peanyes dels balcons, de diferent mida i composició a cada planta, i totes elles tenen continuïtat en els muntants de les obertures balconeres. Presenten llindes ornades que a l'entresòl i al primer pis tenen un ornament continu de greques i sanefes amb elements del regne vegetal i dibuixos geomètrics. Corona la façana una renglera de petites mènsules i barbacana amb voladís. És molt interessant el treball de forja en els balcons, que al primer pis presenta barana correguda.